# Josef Gočár
Josef Gočár (13 martie 1880, Semín, lângă Přelouč - 10 septembrie 1945, Jičín) a fost un arhitect ceh, unul dintre fondatorii arhitecturii moderne din Cehoslovacia.

## Viața
Tatăl său era berar de meserie. Josef Gočár și-a început formarea sa profesională la Școala Tehnică de Stat din Praga. La vârsta de 23 de ani a plecat să studieze cu profesorul Jan Kotěra la Școala de Arte Aplicate din Praga (UPŠ). Timp de doi ani după aceea, în perioada 1906-1908, Gočár a fost angajat la biroul lui Kotěra. La acel moment, el a decis să se alăture Uniunii de Arte Frumoase Mánes, dar a părăsit-o în 1911 pentru a se alătura Grupului cubist de artiști vizuali, revenind în cadrul uniunii în 1917. Gočár a colaborat cu Pavel Janák, Josef Chochol și Odoln Grege la fondarea Atelierelor de Artă din Praga în 1912, punând bazele cubismului ceh, mișcare avangardistă ce a pregătit trecerea către funcționalism. În 1924, după moartea lui Kotěra, Gočár a devenit profesor la Academia de Arte Frumoase din Praga, activând acolo până la moartea sa.
După implicarea sa în cubism, Gočár a folosit în proiectarea clădirilor de la începutul anilor 1920 stilul rondocubist „național” ceh. Mai târziu el a adoptat abordarea funcționalistă a arhitecturii. Printre cele mai mari realizări ale sale este Pavilionul Cehoslovac de la Exposition internationale des arts décoratifs et industriels modernes din 1925 de la Paris. El a fost distins cu Marele Premiu pentru design. În 1926 Gočár a fost distins cu Ordinul francez Legiunea de Onoare.

## Lucrări
- Magazinul Wenke, Jaromer (1909-1911)
- Casa Madonei Negre, Orașul Vechi din Praga (1911-1912)
- Villa Bauer, Libodřice, lângă Kolín (1912-1913)
- Banca anglo-cehoslovacă din Praga (1923–1924)[12]
- Dům Zemědělské osvěty, Vinohrady, Praga (1924-1926)
- Biserica Sfântul Venceslau, Vršovice, Praga (1929-1930)
- O perioadă de 10 ani a lucrat în urbanism și construcția de clădiri pentru orașul Hradec Králové unde o stradă mare încă îi poartă numele și astăzi.

## Imagini

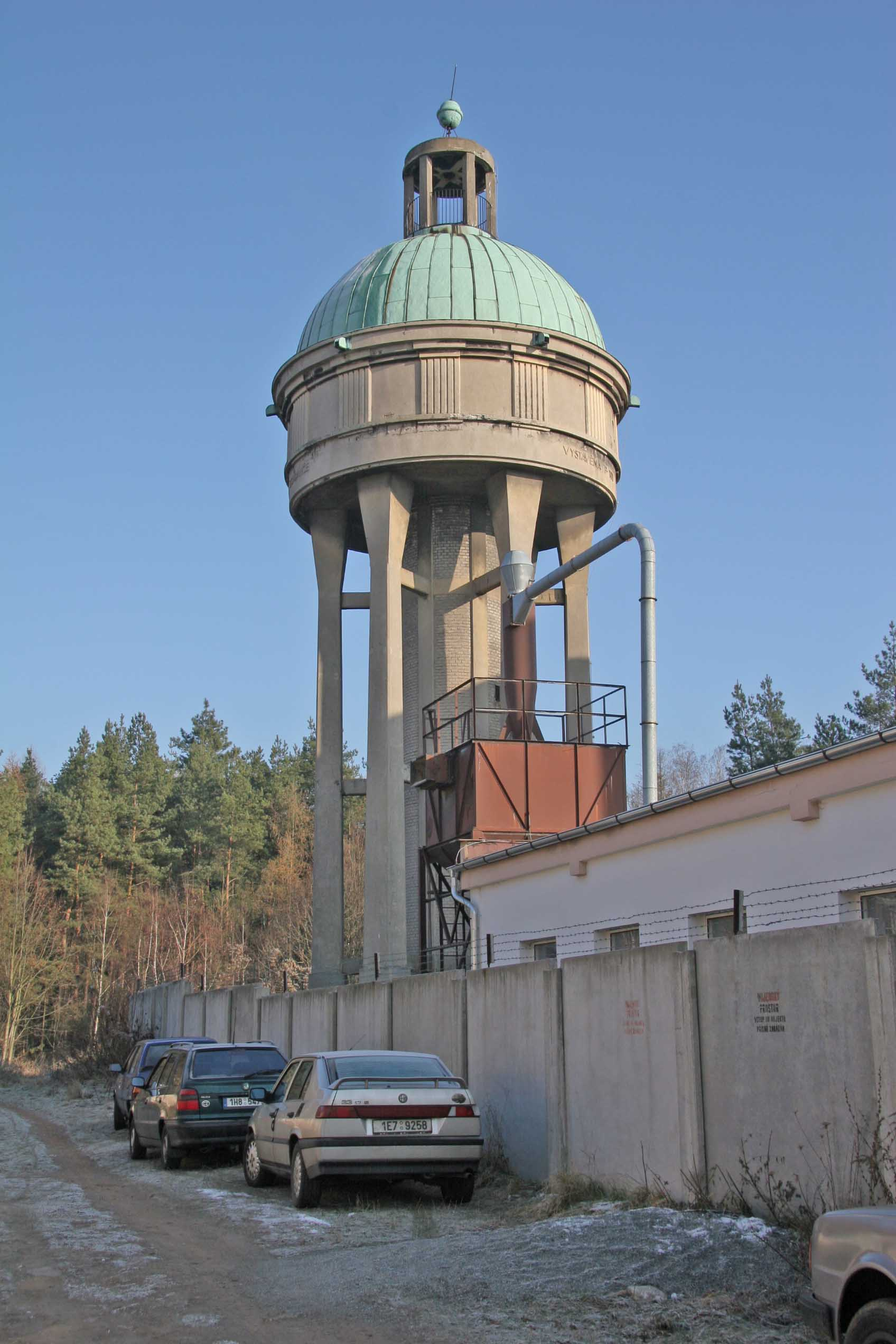
Turnul de apă din Lázně Bohdaneč
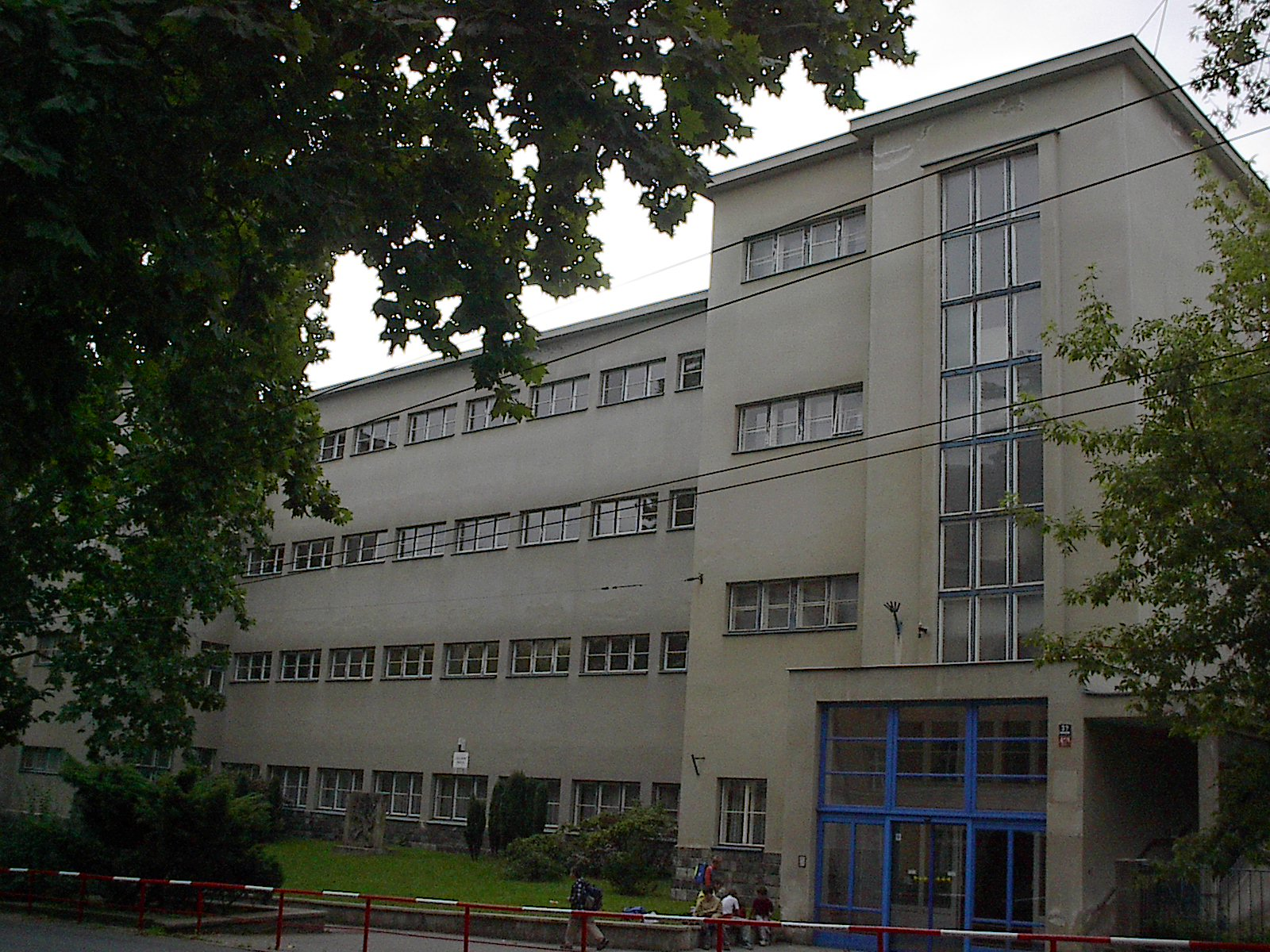
Școală din Ústí nad Labem
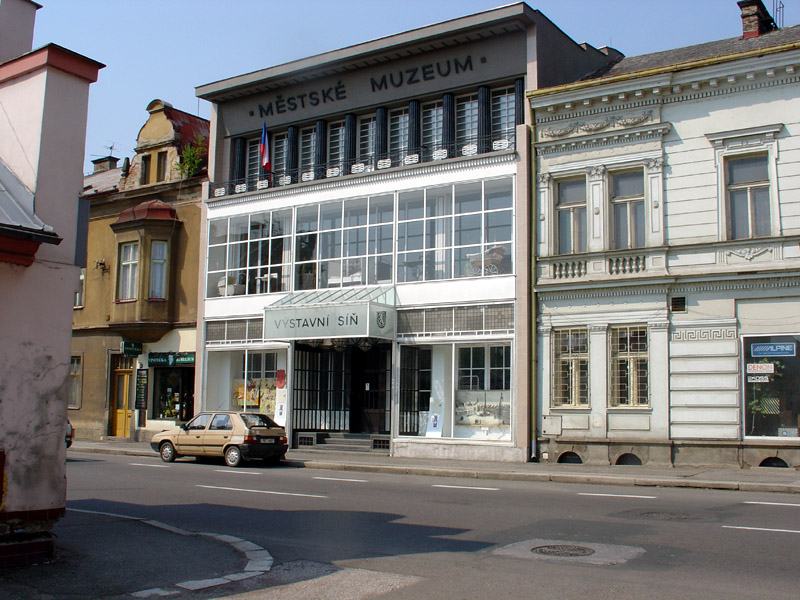
Muzeu din Jaroměř
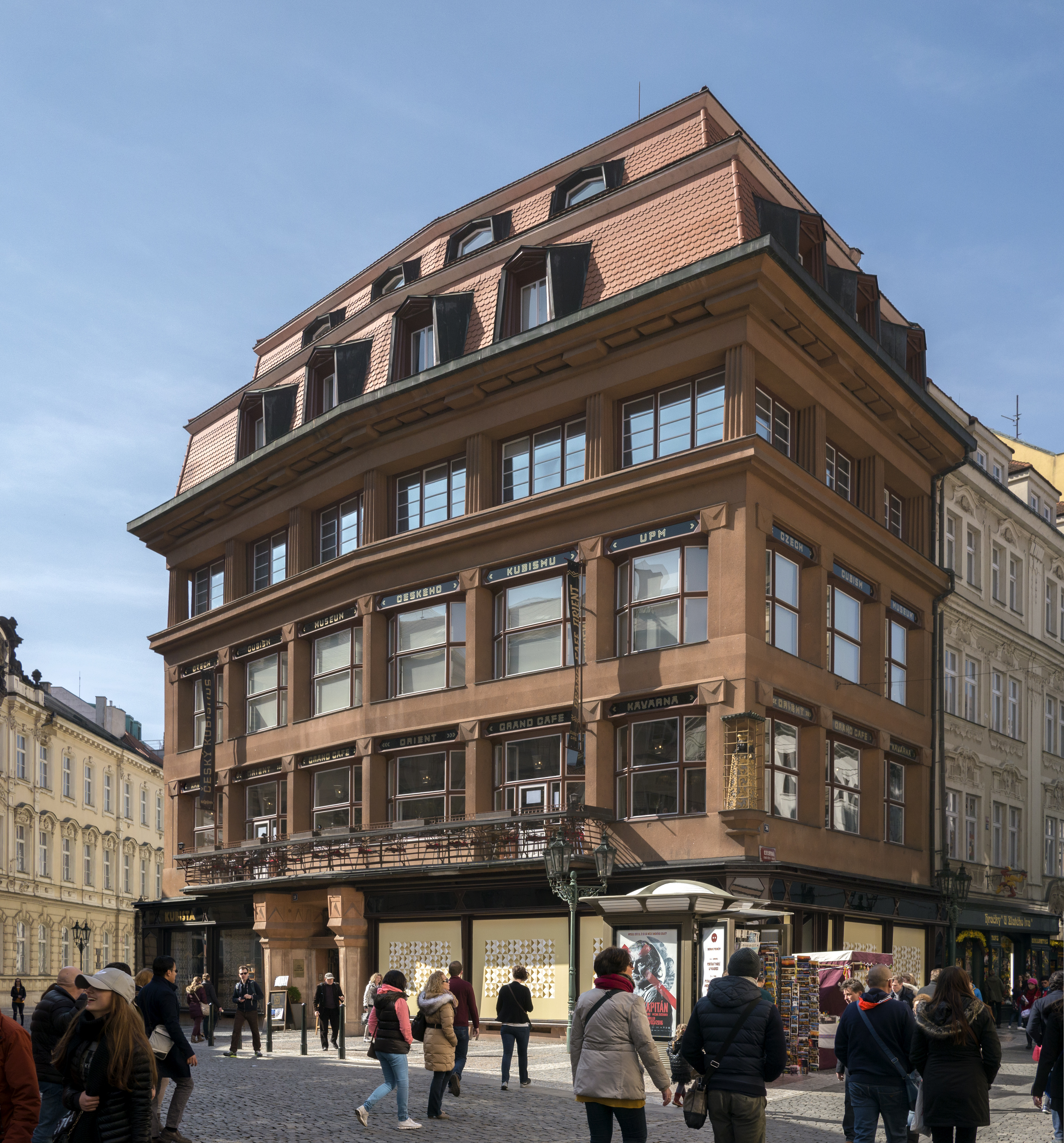
Casa Madonei Negre (Dům U Černé Matky Boží)
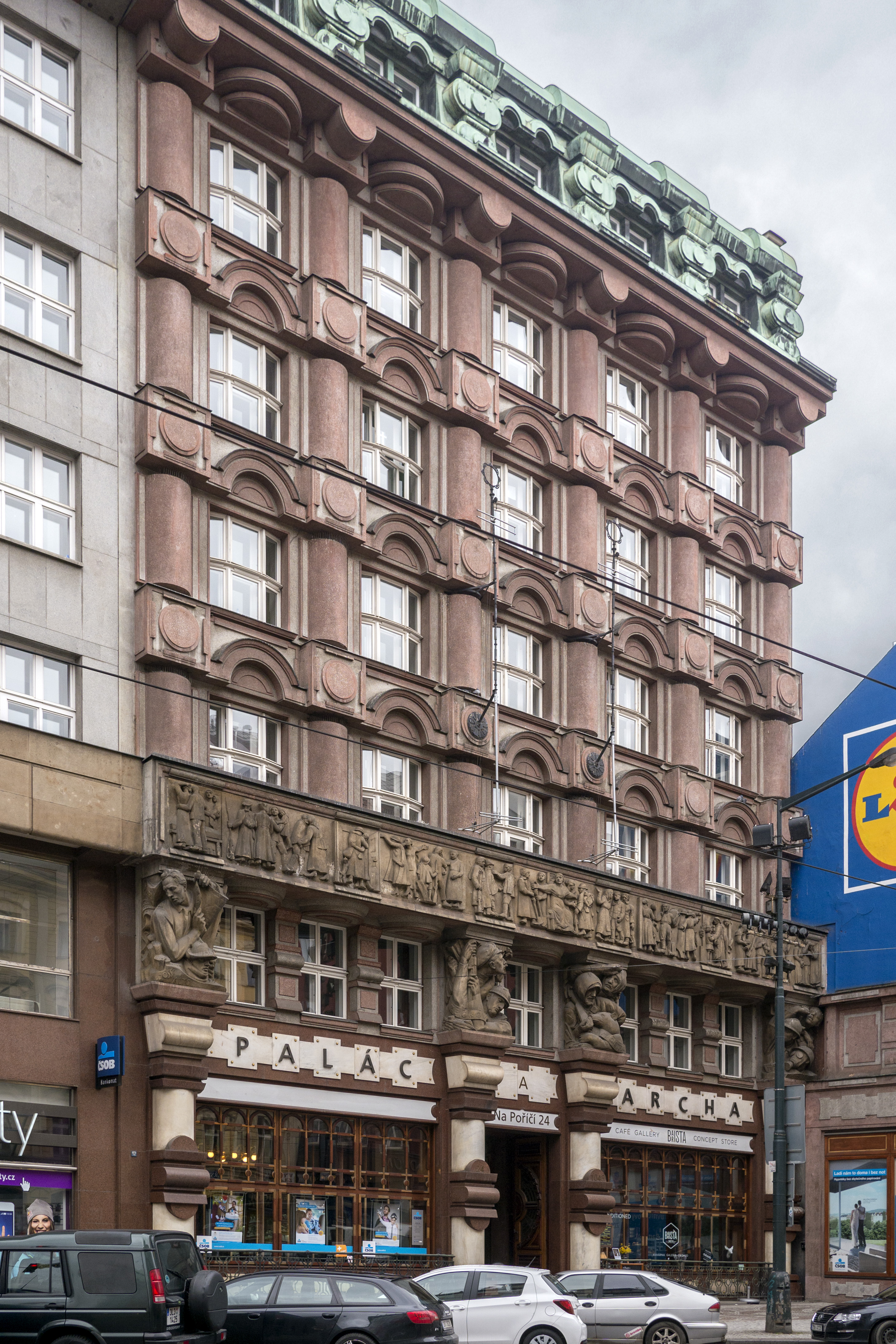
Clădirea Legiobanka din Praga, Na Poříčí, cu sculptura decorativă realizată de Otto Gutfreund și Jan Štursa
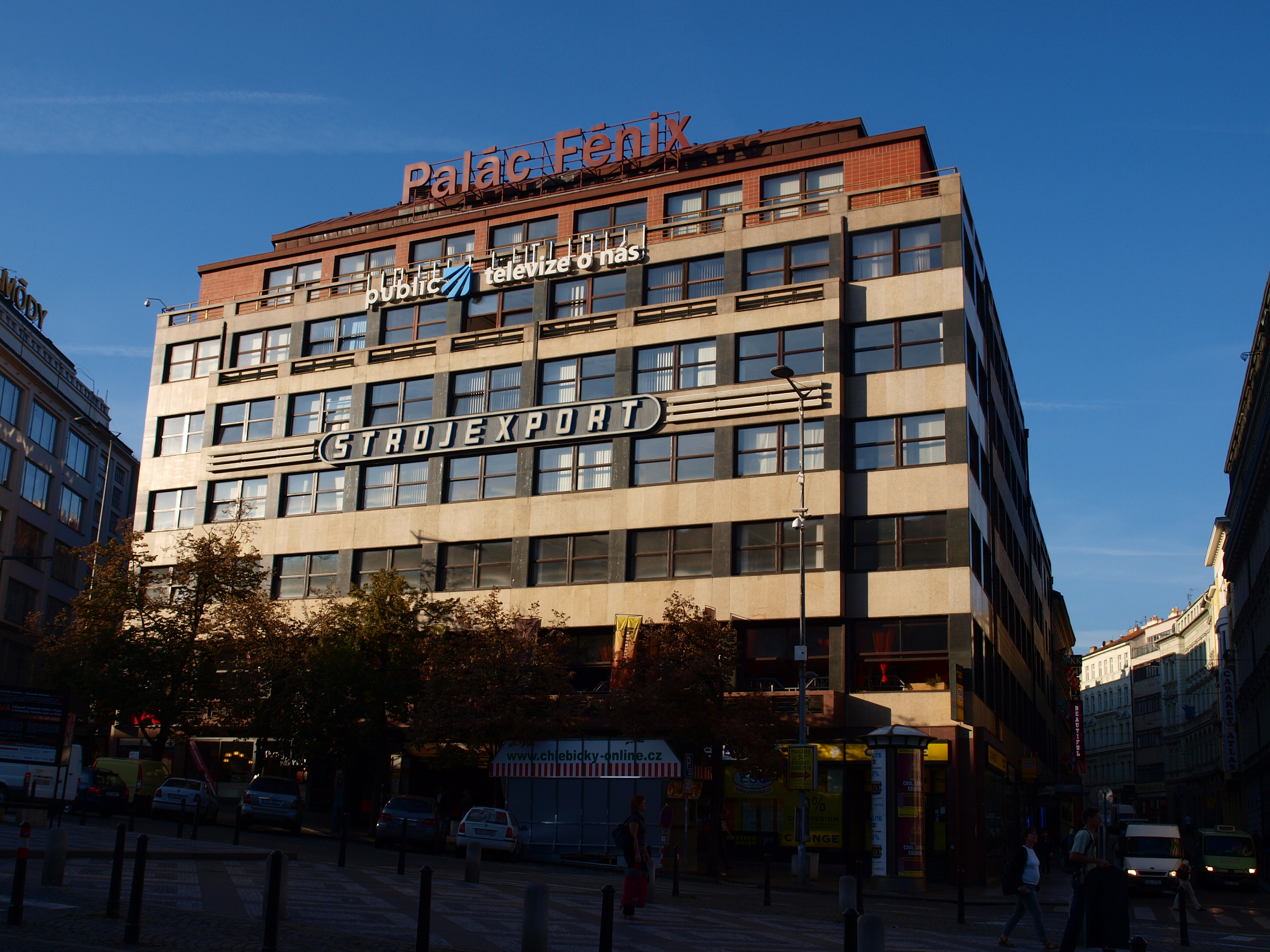
Palatul Fénix din Praga
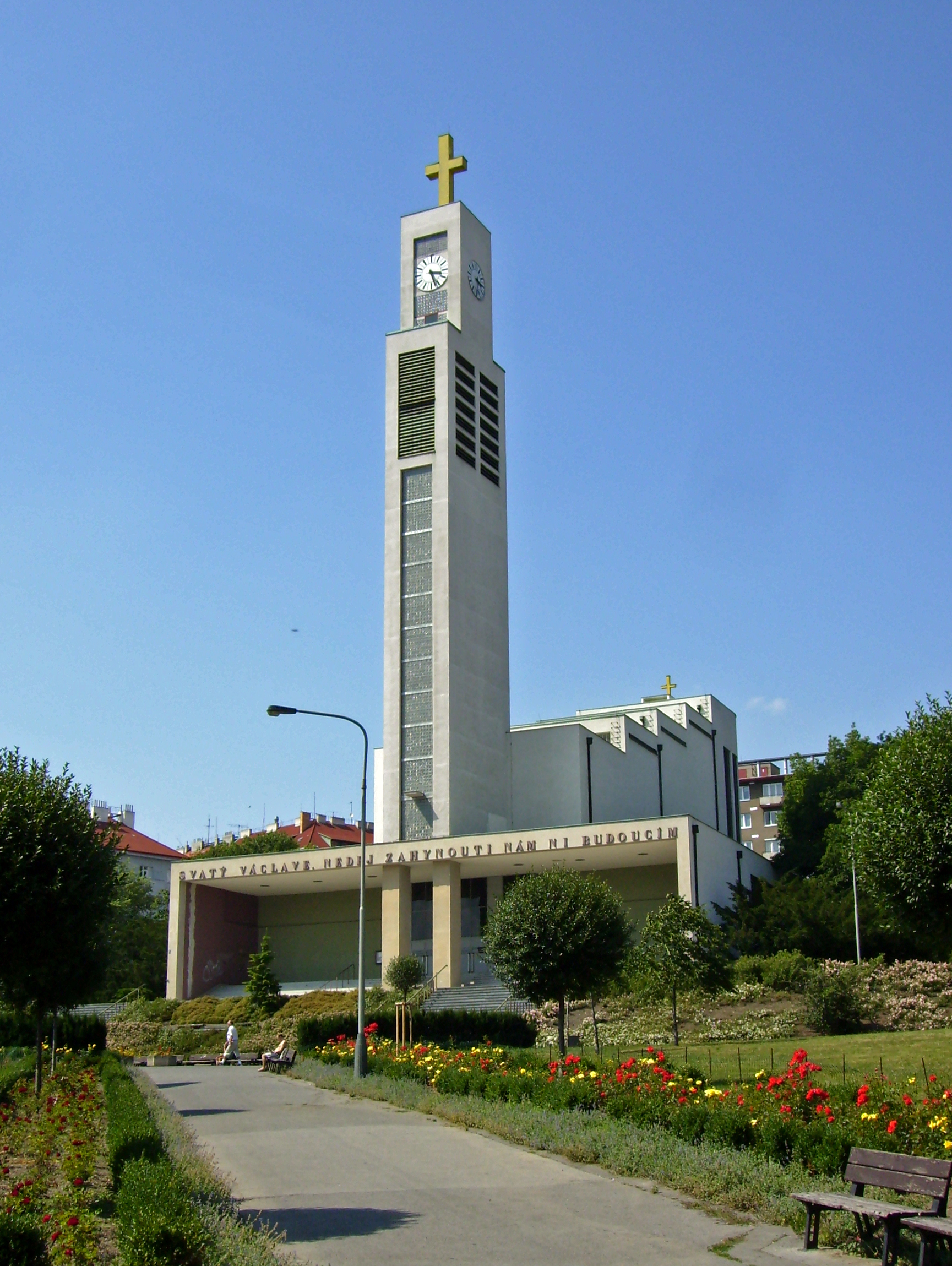
Biserica Sf. Venceslau, Vršovice, Praga (1929-1930)
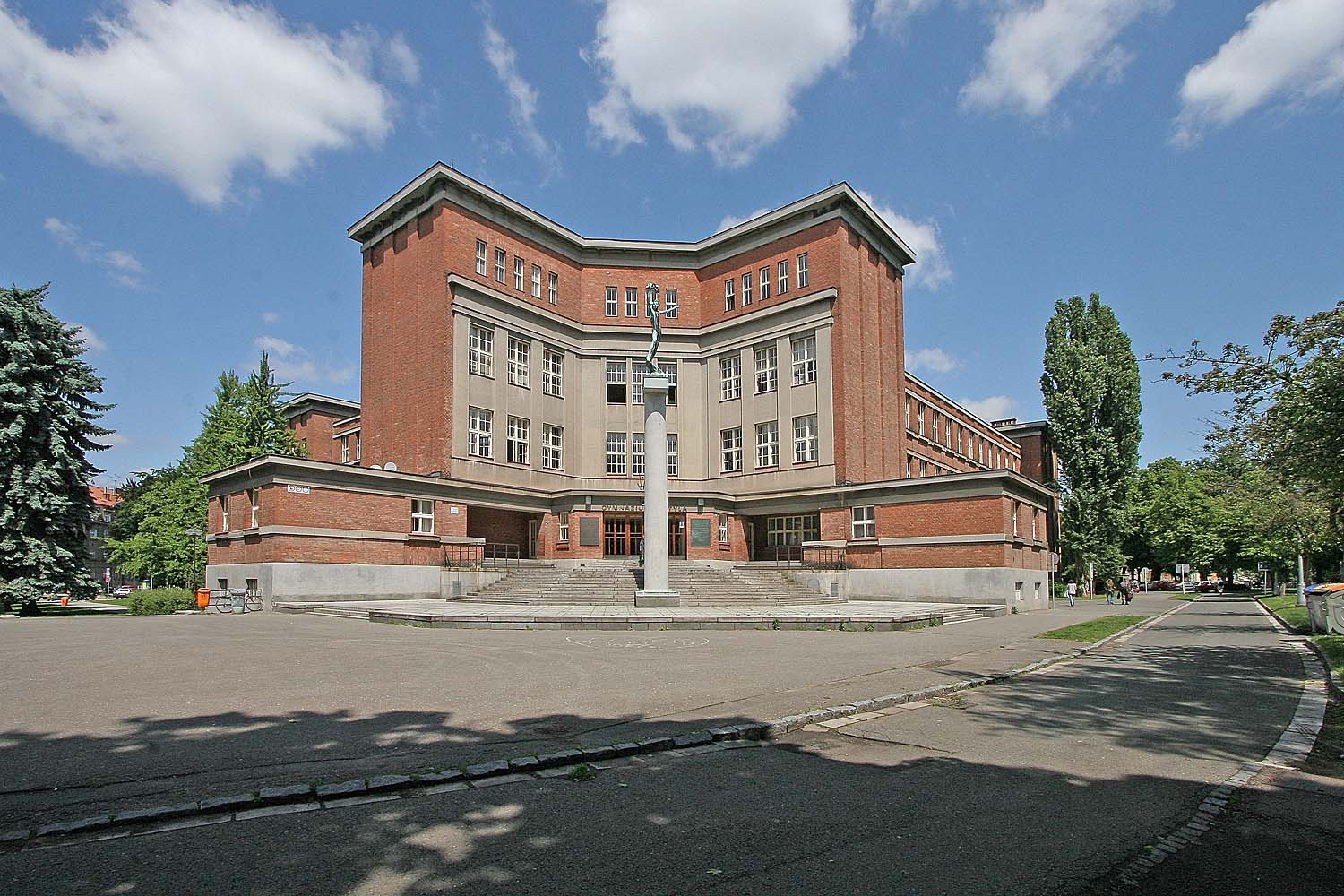
Gimnaziul Tyl din Hradec Králové